# Piriqueta taubatensis
Piriqueta taubatensis är en passionsblomsväxtart som först beskrevs av Urban, och fick sitt nu gällande namn av M.M. Arbo. Piriqueta taubatensis ingår i släktet Piriqueta och familjen passionsblomsväxter. Inga underarter finns listade i Catalogue of Life.